# Blondie Takes a Vacation
Blondie Takes a Vacation ist eine US-amerikanische Filmkomödie in schwarz-weiß aus dem Jahr 1939. Regie führte Frank R. Strayer, das Drehbuch schrieb Richard Flournoy nach den gleichnamigen Comics von Chic Young und nach einer Geschichte, die er mit Karen DeWolf und Robert Chapin geschrieben hatte. Die Hauptrollen spielten Penny Singleton und Arthur Lake. Blondie Takes a Vacation ist der dritte Blondie Film.

## Handlung
Endlich ist der langersehnte Urlaub gekommen. Nach ein paar Komplikationen bei der Abreise sitzen Blondie und Dagwood Bumstead mit ihrem etwa fünf Jahre alten Sohn Baby Dumpling im Zug. Ihren Hund Daisy haben sie auch dabei, müssen sie allerdings verstecken, weil Hunde nur im Gepäckwagen reisen dürfen. Bald geraten die Bumsteads in einen Streit mit einem Sitznachbarn, in dessen Verlauf Daisy entdeckt und fortgebracht wird. Bei einer Zigarettenpause am Abend lernen Blondie und Dagwood einen Jonathan Gillis kennen. Als sie in ihr Schlafabteil zurückkehren, ist Baby Dumpling nicht dort. Nach einer kurzen Suche, bei der es erneut Ärger mit dem Sitznachbarn gibt, finden sie ihren Sohn bei Daisy im Gepäckwagen schlafend.
Das Zimmer, das sie im Lake Hotel gebucht hatten, bekommen die Bumsteads nicht. Harvey Morton, der verärgerte Sitznachbar aus dem Zug, weigert sich nämlich, sie in sein Hotel zu lassen. Daher müssen sie auf das Westlake Inn, das andere Hotel am See, ausweichen. Es wird von Matthew und Emily Dickerson, einem freundlichen älteren Ehepaar, geführt, ist aber so gut wie leer (außer den Bumsteads wohnt nur Gillis dort). Daher wirkt es auf Blondie verstörend, und die Bumpsteads wollen es wieder verlassen, doch sie erfahren, dass die Dickersons kurz vor der Pleite stehen, und beschließen, ihnen zu helfen. Blondie übernimmt Aufgaben in der Küche und an der Rezeption, Dagwood wird temporärer Manager und repariert den Hotelbus. Überdies bezahlen sie offene Rechnungen der Dickersons, was alle ihre Ersparnisse aufbraucht. Doch trotz ihrer Bemühungen und Werbeaktionen verändert sich die Lage nicht. Erst, als Baby Dumpling und Daisy beim Spielen auf Skunks treffen und diese versehentlich in die Ventilatoranlage des Lake Hotels treiben, kommen sämtliche Gäste von dort ins Westlake Inn.
Am nächsten Tag will Baby Dumpling die Skunks erneut ins Lake Hotel treiben und kommt dabei mit Daisy selbst in die Belüftungsschächte. Von dort aus sieht er, wie Morton, dem gesagt worden war, dass er  die gesamte Ausstattung austauschen müsse, Geld und wichtige Papiere aus dem Hotelsafe nimmt und dann das Gebäude in Brand steckt. Beim Versuch, das Hotel zu verlassen, geraten Baby Dumpling und Daisy in ein abgeschlossenes Zimmer und stecken dort fest. Sie werden aber von Jonathan Gillis gerettet. Dieser, ein Pyromane, ist dort, weil er das Hotel selbst anzünden wollte und dann feststellen musste, dass ihm jemand zuvor gekommen ist. Für die Rettung wird er nun im Westlake Inn als Held gefeiert, da bereits nach Baby Dumpling und Daisy gesucht wurde. Kurz nach ihm kommt Morton mit dem Sheriff dorthin. Morton will Dagwood die Schuld an dem Brand in die Schuhe schieben, doch Baby Dumpling berichtet, was er gesehen hat. Dabei erwähnt er auch die Papiere aus dem Safe, die der Sheriff bei Morton findet und ihn festnimmt. Das Westlake Inn ist gerettet, und die Dickersons bieten den Bumsteads eine Teilhaberschaft an. Blondie will aber nur das ausgelegte Geld zurück und lehnt ansonsten dankend ab. Sie und ihre Familie freuen sich schon darauf, sich zu Hause ausruhen zu können.
Der Running Gag mit dem Briefträger
Dieses Mal kommt der Briefträger besonders vorsichtig auf das Haus der Bumsteads zu und beruhigt sich erst, als er die von Dagwood angebrachte Notiz an der Tür sieht, die besagt, dass die Familie im Urlaub sei. Als ein Taxi vor dem Haus hält, sagt er dem Fahrer noch, dass alle im Urlaub seien, bevor er von der gesamten Familie umgerannt wird. Dazu meint er, die Notiz sei ein besonders gemeiner Trick gewesen.

## Hintergrund
Eigentlich sollte Harry Davenport die Rolle des Matthew Dickerson übernehmen, musste dann aber wegen Vom Winde verweht absagen.
Blondie Takes a Vacation wurde vom 19. Mai bis zum 19. Juni 1939 von Columbia produziert, die Drehorte waren der Cedar Lake und der Big Bear Lake.
Für das Szenenbild in Blondie Takes a Vacation war Lionel Banks verantwortlich, die Kostüme kamen von Kalloch.
Blondie Takes a Vacation hatte am 20. Juli 1939 Premiere. Columbia übernahm den Vertrieb des Films. Über eine Aufführung im deutschsprachigen Raum ist nichts bekannt.

## Rezeption

### Kritiken
Die zeitgenössischen Kritiker sahen vor allem eine gute Unterhaltung für Familien, aber auch eine eher dünne Geschichte, die kaum mehr als der Rahmen für amüsante Episoden sei. Trotzdem sei es eine unterhaltsame Komödie. Auch wurden dem Film amüsante Charakterisierungen und eine zügige Regie attestiert. Penny Singleton und Arthur Lake seien in ihren Rollen in Ordnung und Donald MacBride bedrohlich; auch Donald Meek wird gelobt. Als Höhepunkt wurde Larry Simms beziehungsweise Baby Dumpling empfunden, der besser sei als in den ersten beiden Teilen und mehr Szenen habe. Er und der Hund lieferten die besten Gags.
Gene Blottner meinte in seinem Buch über die Filmserien von Columbia, dass dies der bis dahin beste Film der Serie sei, eine großartige Mischung aus Komödie, Drama und Suspense. Zudem lobte der die Leistung von Frank R. Strayer und der Besetzung, wobei er Larry Simms und Donald Meek sowie den Hund Daisy hervorhob. Hal Erickson schrieb, Blondie Takes a Vacation habe die Frische und den Witz der ersten beiden Teile, und billigte dem Film eine entspannte und leichte Qualität zu. Leonard Maltin fand den Film unterhaltsam und gab ihm 2,5 von 4 Punkten.